# Флаг Острова Рождества
Флаг острова Рождества — флаг внешней территории Австралии Остров Рождества. Флаг не имеет правового статуса, используется лишь как обозначение территории.

## История
В 1986 году был проведён конкурс на разработку герба и флага острова Рождества. В конкурсе приняли участие 69 проектов, созданных жителями острова и людьми, когда-либо работавшими на нём. Победный вариант флага был разработан Тони Коучем (англ. Tony Couch) из Сиднея (Австралия), который в течение 4 лет работал на фосфатных рудниках острова. 14 февраля 1986 года Ассамблея острова Рождества представила этот дизайн в качестве флага территории.

## Описание
Флаг представляет собой сине-зелёный диагональный биколор. 
На синей части флага, символизирующей море, белыми звёздами изображён Южный Крест, олицетворяющий связь острова с Австралией и характерный для многих государств Океании. 
На зелёной части, символизирующей пышную растительность, изображена являющаяся уникальной для острова тропическая птица золотой боцман (лат. Phaethon lepturus fulvus), подвид белохвостого фаэтона — один из символов острова Рождества. 
В центре флага в золотом круге, который стал символом добычи фосфатов на острове, изображён его силуэт зелёного цвета.